# OnlyOffice
 (janvier 2024).
Pour l’article homonyme, voir TeamLab (collectif d'artistes).
OnlyOffice (anciennement Teamlab) est une suite bureautique en ligne et un écosystème d'applications collaboratives. Elle propose des éditeurs en ligne pour les documents texte, les feuilles de calcul, les présentations, les formulaires et les PDF, ainsi qu'une plateforme de collaboration en salles.
OnlyOffice est livré soit en tant que SaaS, soit en tant qu'installation pour un déploiement sur un réseau privé. L'accès au système se fait par le biais d'un portail privé en ligne.

## Éditions internationales
Les éditions internationales d'OnlyOffice dans divers pays comprennent: 
CloudStor's Online collaborative documents by AARNet (Australia's national research and education network) est basé sur la suite bureautique OnlyOffice.
En République tchèque, OnlyOffice est commercialisé dans le cadre de la solution IceWarp, une alternative tchèque à M365 ou GSuite.
L'intégration entre la suite OnlyOffice et Jalios JPlatform (France) permet aux utilisateurs de rédiger et de co-rédiger des documents texte, des feuilles de calcul et des présentations en ligne depuis leur plateforme Jalios.
Éditeurs de documents, de présentations et de feuilles de calcul dans la suite bureautique chiffrée CryptPad (France) est une intégration d'OnlyOffice.
Teppi Technology, un développeur japonais de systèmes de partage et de recherche de fichiers, a intégré OnlyOffice dans le moteur de recherche d'entreprise appelé FileBlog.
Infomaniak (Suisse) a intégré OnlyOffice dans la suite kDrive de sa marque pour permettre aux utilisateurs d'éditer des documents bureautiques.

## Propriété
Basé en Lettonie, le propriétaire d'OnlyOffice, Ascensio System SIA était une filiale de la société russe New Communication Technologies. Du fait des sanctions économiques de l'Union Européenne envers la Russie, les organisations européennes qui utilisaient la version commerciale de la suite OnlyOffice ont dû cesser son utilisation.
En août 2023, OnlyOffice a annoncé une restructuration de son organisation[source insuffisante]. Ascensio System SIA allait être détenue à 100% par la société britannique Ascensio System Ltd, qui à son tour allait être détenue à 100% par OnlyOffice Capital Group Pte. Ltd, une société holding singapourienne. La raison de l'enregistrement de la société holding était la nécessité d'incorporer toutes les succursales existantes sous la marque OnlyOffice.

## OnlyOffice Docs
OnlyOffice inclut une suite d'édition en ligne appelée OnlyOffice Docs qui comprend :
- Éditeur de documents texte
- Éditeur de feuilles de calcul
- Éditeur de présentations
- Éditeur de PDF
- Créateur et remplisseur de formulaires

Les éditeurs permettent la coédition avec deux modes de collaboration, en temps réel et avec le verrouillage des paragraphes. Les outils de communication comprennent les commentaires, le chat, Zoom, Jitsi et les plugins Rainbow pour les appels audio et vidéo. 
La version bêta du prédécesseur d'OnlyOffice Docs, Teamlab Document Editor, est présentée au CeBIT 2012 à Hanovre. Le produit a été construit en utilisant Canvas, une partie de HTML5 qui permet un rendu dynamique et scriptable de formes 2D et d'images bitmap.
Les fonctionnalités de la suite peuvent être étendues à l'aide de plugins (applications secondaires). Les utilisateurs peuvent choisir parmi la liste des plugins existants ou créer leurs propres applications en utilisant l'API fournie. OnlyOffice Docs supporte également l'intégration via WOPI.

## OnlyOffice DocSpace
OnlyOffice DocSpace est une plateforme de collaboration en nuage d'OnlyOffice qui combine des éditeurs en ligne et un environnement de partage basé sur des salles. Des salles de différents types peuvent être créées.
Outre les différents niveaux d'accès, les administrateurs de DocSpace peuvent ajuster les paramètres de sécurité pour contrôler la procédure de connexion et empêcher les fuites de données, y compris des options telles que l'authentification à deux facteurs (2FA) et l'authentification unique, les domaines de messagerie de confiance et la durée de vie de la session, la restriction de l'IP, etc.
OnlyOffice DocSpace fournit aux utilisateurs des plugins système qui permettent d'utiliser des fonctions supplémentaires dès l'activation, telles que la conversion de fichiers en PDF, la conversion de la parole audio et vidéo en texte, la création de diagrammes draw.io. Il est également possible de créer et de connecter ses propres plugins[source secondaire souhaitée].
Les administrateurs peuvent intégrer DocSpace à des services tiers.
OnlyOffice DocSpace est un logiciel basé sur le cloud, proposé en tant que SaaS et solution sur site.

## Technologie
OnlyOffice Docs (Document Server) gère des éditeurs de documents texte, de feuilles de calcul, de présentations, de PDF et de formulaires, et est technologiquement basé sur HTML5 Canvas, JavaScript SDK, et Node.js pour les scripts côté serveur.
OnlyOffice DocSpace est basé sur .NET Core et la dernière version de .NET pour le côté serveur, et React pour le côté client. Les autres composants technologiques pour le back-end comprennent С#, MySQL, Kafka, ElasticSearch; pour le front-end - ES6, CSS/SASS, Mobx, Styled-Components, i18next, Webpack 4/5.
OnlyOffice Workspace comprend Document Server, Community Server et Mail Server. Le serveur communautaire est écrit en ASP.NET pour Windows et en Mono pour Linux et les distributions. Le serveur de messagerie est basé sur le paquet iRedMail qui comprend Postfix, Dovecot, SpamAssassin, ClamAV, OpenDKIM, Fail2ban.

## Applications desktop et mobiles
OnlyOffice Desktop Editors est une version de bureau de la suite d'édition OnlyOffice. Elle prend en charge les fonctions d'édition collaborative lorsqu'elle est connectée à ONLYOFFICE Workspace, à Nextcloud, ownCloud[source insuffisante], kDrive, Seafile ou Liferay. Elle est proposée gratuitement pour un usage personnel et commercial.
Ces éditeurs de bureau sont multiplateformes, puisqu'ils sont disponibles pour Windows XP et versions ultérieures (x32 et x64), Debian, Ubuntu et autres distributions Linux basées sur RPM, Mac OS 10.10 et versions ultérieures, y compris les ordinateurs équipés de puces Apple Silicon. Outre les versions spécifiques aux plateformes, il existe également une option portable. OnlyOffice Desktop Editors est disponible pour l'installation sous forme de paquets Flatpak, snap et AppImage sur Linux[pertinence contestée].
Comme la suite d'édition en ligne, les outils de base d'OnlyOffice Desktop Editors peuvent être améliorés à l'aide de plugins tiers.
Les éditeurs d'OnlyOffice sont également disponibles sous forme d'application mobile pour iOS et Android.
Début 2019, OnlyOffice a annoncé le lancement d'une aperçu pour développeur du chiffrement de bout en bout des documents (fichiers eux-mêmes, édition et collaboration en ligne) qui fait appel à la technologie blockchain et est inclus dans les fonctionnalités de la suite bureautique.
Onlyoffice Desktop Editors est disponible par défaut dans les systèmes d'exploitation suivants:
| Nom            | Disponibilité                       |
| -------------- | ----------------------------------- |
| Amarok Linux   | ???                                 |
| Br OS          | Pré-installé                        |
| Cutefish OS    | Disponible dans le magasin officiel |
| Deepin         | Disponible dans le magasin officiel |
| Escuelas Linux | Pré-installé                        |
| Linkat         | Pré-installé                        |
| Linspire       | Pré-installé                        |
| Linux Mint     | Disponible dans le magasin officiel |
| Linuxfx        | Pré-installé                        |
| Manjaro        | Pré-installé                        |
| risiOS         | Pré-installé                        |
| SparkyLinux    | Pré-installé                        |
| Ubuntu         | Disponible dans le magasin officiel |
| Zorin OS       | Disponible dans le magasin officiel |

## Historique
- Le développement de TeamLab débute en décembre 2009, en tant qu'une simple plate-forme de collaboration qui comprenait plusieurs fonctionnalités sociales (blog, forum, wiki, signets).
- En outre du module Communauté Ascensio System publie deux nouveaux modules en juillet 2010: Projets (destiné à simplifier la gestion de projet) et Talk (messagerie instantanée) de l'entreprise.
- En mars 2011, la société sort une nouvelle version 3.0, comprenant un quatrième module, Documents, destiné au stockage, au partage, à la co-création, à l'édition de fichiers directement sur le portail.
- En octobre 2011, les modules de gestion de projet, de collaboration professionnelle et de gestion de documents sont disponibles sur les appareils mobiles Android et iOS. En décembre, deux modules Calendrier et CRM sont introduits.
- En mars 2012, TeamLab a présenté les premiers éditeurs de documents basés sur HTML5 au CeBIT[14].
- En juillet 2014, Teamlab Office a été officiellement rebaptisé OnlyOffice et le code source du produit a été publié sur SourceForge et GitHub selon les termes de l'AGPL-3.0 uniquement[25].
- En mars 2016, les développeurs d'OnlyOffice ont publié une application de bureau - OnlyOffice Desktop Editors, qui se positionne comme une alternative open source à Microsoft Office[20].
- En février 2017, l'application d'intégration avec ownCloud/Nextcloud a été lancée[26].
- En février 2018, OnlyOffice Desktop Editors est devenu disponible sous forme de package snap[27].
- En janvier 2019, OnlyOffice a annoncé la sortie d'une fonctionnalité de chiffrement de bout en bout[24].
- Fin septembre 2020, OnlyOffice Workspace est intégré sur la place de marché OVHcloud[source secondaire souhaitée].
- En septembre 2021, OnlyOffice a ajouté le support pour le WOPI[28].
- En octobre 2021, OnlyOffice a reçu le prix Gold du Cloud Computer Insider dans la catégorie Partage de fichiers et collaboration[29].
- En janvier 2022, le projet a introduit formulaires OnlyOffice[pas clair][30].
- En 2023, OnlyOffice ouvre de nouveaux bureaux en Arménie (service clientèle), à Singapour (ventes) et en Ouzbékistan (développement)[31].
- En avril 2023, OnlyOffice lance la nouvelle solution OnlyOffice DocSpace[16].
- En août 2023, OnlyOffice a modifié sa structure d'entreprise et a ouvert une société holding à Singapour[32][pertinence contestée].
- En octobre 2023, OnlyOffice a publié l'éditeur PDF natif[33].
- En octobre 2023, OnlyOffice a reçu la médaille de Platine aux Cloud Computing Insider Awards, dans la catégorie Gestion de contenu en nuage[34].